# (32222) Charlesvest
(32222) Charlesvest est un astéroïde de la ceinture principale.

## Description
(32222) Charlesvest est un astéroïde de la ceinture principale. Il fut découvert le 23 juillet 2000 à Socorro (Nouveau-Mexique) par le projet LINEAR. Il présente une orbite caractérisée par un demi-grand axe de 2,79 UA, une excentricité de 0,06 et une inclinaison de 9,9° par rapport à l'écliptique.

## Compléments